# Германн Лорец
Мартін Фрідріх Генріх Герман Лорец (народився 7 жовтня 1836 поблизу Гольцаппеля — † 15 липня 1917 у Франкфурті-на-Майні) — німецький геолог і палеонтолог.

## Життєпис
Лорец був сином власника плавильного заводу в колишньому герцогстві Нассау. З 1876 по 1901 рік він працював у Прусському державному геологічному інституті (PGLA) і став державним геологом (1883) і секретним гірничим адміністратором.
Займався геологією Тюрінгії. У 1883 році він був обраний членом Леопольдіна. 